# Sultanato de Pacém
Pacém ou Pasai era um antigo sultanato, na ilha de Samatra, rico em ouro e seda, em pimenta e cânfora, em benjoim e aloés.
A ilha de Samatra, situada perto de Malaca, tornou-se escala da navegação da Índia ao Extremo Oriente. Em 1511, após a conquista de Malaca, Afonso de Albuquerque esteve na ilha de Samatra, procurando estabelecer relações com o sultão de Pacém. Na sequência de tais relações amistosas, os portugueses ergueram ali uma fortaleza, que ficou sob o comando de Jorge de Albuquerque, em 1520. Todavia, quatro anos mais tarde, face à instabilidade das relações com os indígenas, a fortaleza foi desmantelada e abandonada pelos portugueses.